# Konradin
Konrad (25. marts 1252 – 29. oktober 1268), kaldet den Yngre eller Drengen, men normalt kendt ved den diminutive form Konradin (tysk: Konradin, italiensk: Corradino), var den sidste direkte arving af Hohenstauferne. Han var hertug af Schwaben (1254-1268) og af navn konge af Jerusalem (1254-1268) og Sicilien (1254-1258) som henholdsvis Konrad 3. og Konrad 2. Efter at hans forsøg på at genvinde Sicilien mislykkedes, blev han taget til fange og halshugget.

## Tidlige barndom
Konradin blev født i Wolfstein, Bayern, til Konrad 4. af Tyskland og Elisabeth af Bayern. Selvom han aldrig efterfulgte sin far som tysk konge, blev han anerkendt som konge af Sicilien og Jerusalem af Hohenstaufernes støtter i 1254.
Efter at have mistet sin far i 1254 voksede han op hos sin onkel og værge, Ludvig 2., hertug af Bayern. Hans værger var i stand til at holde Schwaben for ham. Jerusalem blev holdt af en regent, en slægtning fra det kongelige hus på Cypern. På Sicilien fortsatte hans fars halvbror, Manfred, som regent, men han begyndte at udvikle planer om at tilegne sig kongedømmet.
Man ved ikke meget om hans udseende og karakter bortset fra at han var lige så "smuk som Absalom og talte godt latin". Selv om hans far havde betroet ham kirkens beskyttelse, forbød pave Alexander 4. Konradins valg til tysk-romersk konge og tilbød Hohenstaufernes land i Tyskland til kong Alfons 1. af Kastilien.

## Politisk og militære karriere
Efter at have overtaget titlen som konge af Jerusalem og Sicilien overtog Konradin Hertugdømmet Schwaben i 1262 og forblev i en rum tid i sit hertugdømme. Konradins første invitation til Italien kom fra Guelferne i Firenze. De bad ham om at drage i krig mod Manfred, der i 1258 var blevet kronet til konge af Sicilien på grund af et falsk rygte om Konradins død. Ludvig afviste denne invitation på sin nevøs vegne. I 1266 besejrede og dræbte grev Karl 1. af Anjou, tilkaldt af den nye pave Clemens 4., Manfred ved Benevento og overtog det Syditalien. Udsendinge fra de ghibellinske byer rejste derefter til Bayern og opfordrede Konradin til at komme og befri Italien. Grev Guido de Montefeltro, der repræsenterede Henrik af Kastilien, senator i Rom, tilbød ham den evige bys støtte. Konradin krydsede Alperne og udstedte et manifest i Verona, hvori han fremsatte sit krav på Sicilien.
På trods af hans onkel Ludvig og andre ledsagere hurtigt faldt fra og vendte tilbage til Tyskland, truslerne fra Clemens 4. og mangel på penge, syntes hans sag at blomstre. Idet han udråbte sig til konge af Sicilien, gjorde hans partisaner, blandt dem prins Henrik af Kastilien, både i det nordlige og sydlige Italien, sig klar til kamp. Rom modtog hans udsending med begejstring, og den unge konge modtog selv en velkomst i Pavia, Pisa og Siena. I september 1267 landede en spansk flåde under Frederik af Kastilien og en række riddere fra Pisa og spanske riddere fra Tunis ved den sicilianske by Sciacca, og det meste af øen gjorde oprør mod det angevinske styre. Kun Palermo og Messina forblev loyale over for Karl 1. af Anjou. Oprøret spredte sig til Calabrien og Apulien. I november samme år ekskommunikerede paven Konradin. Hans flåde vandt en sejr over Karl, og i juli 1268 gjorde Konradin selv sit indtog i Rom til en stor og populær modtagelse.
Efter at have forstærket sine styrker marcherede han mod Lucera for at slutte sig til saracenske styrker, der havde bosat sig der i hans bedstefars tid. Den 23. august 1268 stødte hans multinationale hær af italienske, spanske, romerske, arabiske og tyske tropper på Karls tropper ved Tagliacozzo, i et kuperet område i det centrale Italien. Konradins spanske ridderes iver under Henrik af Kastilien, der iværksatte et i starten triumferende angreb, og fejlen ved at standse angrebet for at plyndre fjendens lejr efter det kortvarige vellykkede angreb, tillod de forstærkede franskmænd til sidst at kunne hævde sejren. Efter at det var lykkedes ham at komme væk fra slagmarken, nåede Konradin frem til Rom, men da han lyttede til rådet om at forlade byen, fortsatte han til Astura i et forsøg på at sejle til Sicilien. Da han nåede frem til sin destination, blev han imidlertid taget til fange og overgivet til Karl, der fængslede ham i Castel dell'Ovo i Napoli sammen med hans uadskillelige Frederik af Baden. Den 29. oktober 1268 blev Konradin og Frederik halshugget.

## Eftermæle
Med Konradins død i en alder af 16 år uddøde Hohenstaufen-dynastiets direkte (mandlige) linje. Hans lige blev sammen med Frederik af Badens begravet i klosteret Santa Maria del Carmines kirke i Napoli, der blev grundlagt af hans mor for hans sjæls gavn. Her rejste Maximilian, kronprins af Bayern, i 1847 en marmorstatue af Bertel Thorvaldsen til hans minde. I Codex Manesse, en samling af tyske middelaldertekster fra det 14. århundrede, opbevaret i Heidelberg, optræder to sange skrevet af Konradin, og hans skæbne har været genstand for flere dramaer.
Kongeriget Jerusalem gik til arvingerne efter hans tipoldemor Isabella 1. af Jerusalem, og mellem dem udbrød en arvestrid. Den ældste arving i henhold til førstefødselsretten var Hugo af Brienne, en grandfætter til Konradins far, men en anden grandanden fætter Hugo 3. af Cypern holdt allerede regentembedet og formåede at beholde kongeriget som Hugo af Jerusalem. Konradins bedstemors kusine Maria af Antiokia gjorde også krav på baggrund blodbeslægthed, som hun senere solgte til Konradins bøddel Karl 1. af Anjou.
Hvis man fulgte arveretten til punkt og prikke var hovedarvingen til Kongeriget Sicilien og Hertugdømmet Schwaben hans tante Margrete, halvsøster til hans far Konrad 4. (det yngste, men eneste overlevende barn af Frederik 2. og hans tredje hustru, Isabella af England), som i 1255 blev gift med Albrecht 2., markgreve af Meissen. Deres søn Frederik gjorde krav Sicilien og Schwaben i hendes ret.
Disse krav mødte imidlertid ringe støtte. Schwaben, der var blevet pantsat af Konradin inden hans fatale felttog, gik i opløsning som en territorial enhed. Ingen ville anerkende ham i Det hellige land, og Karl 1. af Anjou havde sat sig tungt på magten i Syditalien. Markgreve Frederik foreslog i 1269 en invasion af Italien og tiltrak en vis støtte fra Ghibellinerne i Lombardiet, men hans planer blev aldrig gennemført, og han kom ikke til at spille en yderligere rolle i italienske anliggender.
Til sidst overgik Sicilien til Karl 1. af Anjou, men Den sicilianske vesper i 1282 resulterede i to krav på Kongeriget: De aragoniske arvinger til Manfred, der besad øen Sicilien, og angevinerne af Huset Capet, der besad den sydlige del af Italien, populært kendt som Kongeriget Napoli .

## I fiktion
Romanen Põlev lipp (Det brændende banner) af Karl Ristikivi (1961; på estisk) skildrer Konradins italienske felttog. En oversættelse til fransk af Jean Pascal Ollivry med titlen L'étendard en flammes blev udgivet i Paris i 2005.

## Bemærkninger
1. ↑  Efter Konradins død, var de tilbageværende medlemmer af Hohenstauferne hans halvtante, Margrete, hans anden halvtante, Anna, og afkommet fra hans onkel Manfred af Sicilien. Både Anna og Manfred var børn fra Frederik 2. og hans elskerinde og fjerde hustru, Bianca Lancia. Selvom de var født uden for ægteskabet, blev de gjort legitime ved deres forældres senere indgåelse af ægteskab ved deres mors dødsleje (som bevidnet i mindst to middelalderkilder, krønikerne af Salimbene di Adam and Matthew Paris). Dette betyder, at efter of Margaretes død i 1270 and Annas død i 1307, ville Manfreds afkom være de eneste, der kunne have gjort krav på Hohenstaufernes dynastiske krav, og det sidste medlem var netop hans søn Henrik [Enrico], der døde den 31. Oktober 1318 (som refereret i kilde nr. 5).
2. ↑  På trods af at han havde tilranet sin nevøs krone ville Manfred, hvis han blev anset som legitim, hans sønner og efter dem hans ældste datters afkom, have været Konradins naturlige arvinger i Sicilen og Schwaben.